# Herbert Selpin
Herbert Selpin (Berlín, 29 de mayo de 1902 o 1904-Ib., 1 de agosto de 1942) fue un director de cine y guionista alemán.

## Biografía
Herbert Selpin nació el 29 de mayo de 1902 (o 1904) en Berlín. Después de cursar sus estudios de medicina en la misma ciudad, Selpin trabajó como bailarín, boxeador, bibliotecario, vendedor de arte, entre otras cosas. Selpin fue posteriormente empleado por la filial europea de la Fox Film Corporation, donde ocupó varios cargos, entre ellos, en 1927, la de asistente de director, en este caso de Walter Ruttmann. 
Después de varios cargos como editor, Selpin recibió su primera oportunidad como director de Chauffeur Antoinette, publicada en 1931 por Excelsior Films. En los dos años siguientes, tendría conflictos con el Partido Nacional Socialista por su simpatía hacia los británicos. A partir de 1933 comenzó a hacer películas propagandísticas para los estudios de Ufa, que estaba por entonces bajo el control del ministerio de propaganda nazi. Después de varias películas de propaganda que no fueron bien recibidas (Schwarzhemden en 1933, Die Reiter von Deutsch-Ostafrika en 1934, y Alarma en Pekín en 1937), Selpin tendría su primer éxito en 1941 con Carl Peters, una película antibritánica. Esta fue seguida de otra película de propaganda alemana. 
Pero sus problemas surgieron cuando hizo la película de Titanic. Sería encarcelado durante el rodaje de la película por declaraciones negativas sobre la Wehrmacht. Según las autoridades, fue encontrado muerto en su celda el 1 de agosto de 1942. Nunca quedó claro si fue suicidio o asesinato. La película fue terminada bajo la dirección de Werner Klingler en 1943.

## Filmografía
- Die Abenteuer eines Zehnmarkscheines (1926) - ayudante de dirección
- Ariane (1930/31) - editor
- So lang' noch ein Walzer von Strauß erklingt (1931) - editor
- Opernredoute (1931) - editor
- Eine Nacht im Grandhotel (1931) - editor
- Die Sache August Schulze (1931) - editor
- Der ungetreue Eckehart (1931) - editor
- Chauffeur Antoinette (1931) - director
- Der Läufer von Marathon (1932–1933) - editor, ayudante de dirección
- Camicia Nera/Schwarzhemden (1933 documentary) – director de la versión alemana
- Zwischen zwei Herzen (1933–1934) - director
- Mädels von heute (1933) - director
- Kleiner Mann - was nun? (1933) - editor, guion, director's assistant
- Der Traum vom Rhein (1933) - director
- Die Reiter von Deutsch-Ostafrika (1934) - director
- Der Springer von Pontresina (1934) - director
- Le domino vert (1935) - director
- Ein idealer Gatte (1935) - director
- Der grüne Domino (1935) - director
- Spiel an Bord (1936) - director, guion
- Romanze (1936) - director
- Die Frau des Anderen (1936) - director
- Die rote Mütze (1937) - director
- Alarm in Peking (1937) - director, guion
- Wasser für Canitoga (1938–1939) - director
- Sergeant Berry (1938) - director
- Ich liebe Dich (1938) - director, guion
- Ein Mann auf Abwegen (1939–1940) - director
- Trenck, der Pandur (1940) - director
- Carl Peters (1940–1941) - director, guion
- Geheimakte WB 1 (1941–1942) - director, guion
- Titanic - director, guion

- Datos: Q76184